# PeaceWomen Across the Globe

Logo

PeaceWomen Across the Globe, offizieller deutscher Name FriedensFrauen weltweit, ist eine schweizerische Nichtregierungsorganisation mit Sitz in Bern, die in der Friedensbewegung aktive Frauen unterstützen und bekannter machen möchte.
Die Organisation ist ein Verein nach Schweizer Recht und entstand aus der Kampagne 1000 Women for the Nobel Peace Prize 2005, die 1000 Frauen für den Friedensnobelpreis 2005 nominierte. Kampagne und Organisation wurden von der Schweizer Nationalrätin Ruth-Gaby Vermot-Mangold initiiert.

## Anliegen und Ziele
FriedensFrauen weltweit beschreibt als ihr Anliegen die Weiterentwicklung des Netzwerks von Frauen, die sich für den Frieden und die Menschenrechte einsetzen. Sie sagt aus, dass sie „nebst den 1000 für den Nobelpreis nominierten Frauen – den FriedensFrauen – eine neue Generation von engagierten und kompetenten Frauen ermutigen und untereinander vernetzen [will], sodass die Erfahrungen der Einen die Friedensarbeit von Anderen unterstützen kann“ (Zitat). Dabei sieht sie als Vision „die Schaffung einer friedlichen, sicheren und demokratischen Welt [...], in der alle Menschen und die Umwelt von vermeidbarem Schaden, Verlust und Gewalt geschützt werden. Dies ist eine Welt, in der Frauen, Männer und Kinder in Würde leben, in der Menschenrechte respektiert werden und Frauen und Männer aktiv am Aufbau von Gesellschaften und ihrer Zukunft teilnehmen.“ (Zitat)
Für ihre Arbeit gibt FriedensFrauen weltweit folgende Ziele an:
1. Stärkung der Partizipation von Frauen als gleichberechtigte Entscheidungsträgerinnen auf allen gesellschaftlichen und politischen Ebenen, insbesondere die Beteiligung an Friedensverhandlungen und Aktivitäten zum Schutz und zur Wiederherstellung von Frieden und Rechtsstaatlichkeit.
2. Stopp der Gewalt gegen Frauen
3. Sichtbarmachung und Stärkung der Friedensarbeit von Frauen

## Organisationsstruktur
Es gibt einen internationalen Vorstand, regionale Koordinatorinnen (Projektkoordinatorinnen), regionale Repräsentantinnen sowie eine internationale  Geschäftsstelle.
Der internationale Vorstand besteht aus (Stand 2018) 15 Expertinnen in Frieden- und Frauenförderung und/oder Geschlechtergleichstellung. Dabei sind alle Kontinente vertreten. Stand 2018 gibt es vier regionale Koordinatorinnen (außerhalb Europas) und 19 regionale Repräsentantinnen.
Die Organisation hat zahlreiche Partnerorganisationen wie z. B. das Weltsozialforum, die Weltorganisation gegen Folter, aus Afrika das West Africa Network for Peacebuilding, aus Amerika Women’s Action for New Directions (WAND) und Federación Internacional para los Derechos Humanos (FIDH) sowie aus Europa Swisspeace und das Institut für Friedensforschung in Oslo.
Die Geschäftsstelle mit Sitz in  Bern ist für die Sicherstellung des Funktionierens der Organisation sowie für die Koordination von Projekten und Aktivitäten zuständig. Dabei arbeitet sie mit den Regionalen Koordinatorinnen oder Partnerorganisationen zusammen.

## Auszeichnungen
- Ida-Somazzi-Preis 2006
- Friedenspreis der Stadt Gernika 2006

## Die 1000 für den Friedensnobelpreis nominierten Frauen (2005)
Die Liste enthält die Namen der Frauen, die von der Kampagne 1000 Women for the Nobel Peace Prize 2005 für den Friedensnobelpreis nominiert wurden. Die Spalte Herkunft richtet sich nach der Gruppierung durch die Organisation und gibt teils einen Staat, teils ein Gebiet mit Teilautonomie oder umstrittenem Status an. (Stand 2. Januar 2025: nahezu vollständig)
| Herkunft                                             | gemeinsam Nominierte |
| ---------------------------------------------------- | --- |
| Afghanistan                                          | Amina Afzali, Amma Sakinah, Benazir Hotaki, Halima Khazan, Lawangina Khan, Malalai Joya, Palwasha Hassan, Sakena Yacoobi, Sayed Naqi, Shereen Maira Sazawar, Suraya Parlika |
| Ägypten                                              | Nada Thabet |
| Albanien                                             | Sevim Arbana |
| Algerien                                             | Louisa Hanoune, Zazi Sadou |
| Angola                                               | Eunice Nangueve Inacio, Maria de Jesus Haller |
| Argentinien                                          | María del Carmen Sarthes Martha Pelloni, Mirta Susana Clara, Olga del Valle Márquez de Arédez, Silvia Vera Ocampo |
| Armenien                                             | Jemma Hasratyan, Susanna Vardanyan |
| Aserbaidschan                                        | Elmira Süleymanova |
| Äthiopien                                            | Bogaletch Gebre, Netsanet Mengistu, Meaza Ashenafi |
| Australien                                           | Alexandra Gater, Faith Bandler, Jo Vallentine, Kupa Piti Kungka Tjuta, Stella Cornelius, Zohl de Ishtar |
| Bahrain                                              | Sheikha Lulwa Al-Khalifa |
| Bangladesch                                          | Angela Gomes, Asha Lata Baidya, Beggzadi Mahmuda Nasir, Ebadon Bibi, Hena Das, Khushi Kabir, Masuda Banu Ratna, Mohua Paul, Monowara Begum Monu, Nanda Rani Das, Rafiza Begum, Rahela Khatun, Rokeya Kabir, Sandhya Roy, Shirin Banu Mitil, Sufia Khatun |
| Barbados                                             | Hazel Magdalene King |
| Belarus                                              | Halina Drebesawa, Irina Gruschewaja |
| Belgien                                              | Jeanne Devos |
| Benin                                                | Grace Aboh, Grâce d’Almeida Adamon |
| Bolivien                                             | Ana María Romero, Domitila Chúngara, Nicolasa Machaca |
| Bosnien und Herzegowina                              | Alma Suljević, Azra Hasanbegović, Hatidža Mehmedović, Marijana Senjak, Nadja Mehmedbasić, Nusreta Sivac, Snježana Mulić-Bušatlija |
| Botswana                                             | Lydia Nyati-Ramahobo |
| Brasilien                                            | Albertina Duarte Takiuti, Alzira Rufino, Ana Maria Machado, Ana Montenegro, Benedita da Silva, Concita Maia, Creuza Maria Oliveira, Eliane Potiguara Elizabeth Teixeira, Elza Salvatori Berquó, Elzita Santos de Santa Cruz Oliveira, Eva Blay, Fátima Oliveira, Givânia Maria da Silva, Heleieth Saffioti, Helena Greco, Heloneida Studart, Hilda Dias dos Santos „Mãe Hilda Jitolu“, Jacqueline Pitanguy, Joênia Wapixana, Jurema Batista, Lair Guerra de Macedo, Leila Linhares Barsted, Lenira Maria de Carvalho, Luci Teresinha Choinacki, Luiza Erundina, Maninha Xukuru, Mara Régia di Perna, Margarida Genevois, Maria Amélia de Almeida Teles, Maria Berenice Dias, Maria José de Oliveira Araújo, Maria José Mota, Maria José Rosado Nunes, Mãe Stella de Oxóssi Marina Silva, Mayana Zatz, Moema Libera Viezzer, Niède Guidon, Nilza Iraci, Procópia dos Santos Rosa, Raimunda Gomes da Silva, Rose Marie Muraro, Ruth de Souza, Maria Aparecida Schumaher, Silvia Pimentel, Sueli Pereira Pini, Therezinha Zerbini, Vanete Almeida, Zenilda Maria de Araújo, Zilda Arns, Zuleika Alambert |
| Bulgarien                                            | Genowewa Tischewa, Iwanka Letschewa, Liljana Waltschewa |
| Burkina Faso                                         | Chantal Ouédraogo, Katrin Rohde |
| Burundi                                              | Christine Ntahe Colette Samoya Kirura, Godelive Miburo, Jeanne Marie Gacoreke, Jeannine Nahigombeye, Léonie Barakomeza, Marguerite Barankitse, Marie Rose Cimpaye, Pélagie Nduwayo-Ndikuriyo, Yvonne Ryakiye |
| Chile                                                | Fanny Sonia Pollarolo Villa, Gladys Marín, Patricia Verdugo, Viviana Díaz |
| Volksrepublik China                                  | Bing Zheng, Chunxia Li, Daiyun Yue, Daofu Chen, Dianmin Wang, E Yang, Fenglan Liu, Fenglan Zhao, Fengxiang Xu, Zhou Guangren, Guilan Wang, Guilian Li, Zhang Guimei, Guirong Tian, Guixin Yu, Hailan Yang Hua Zhang, Hualian Wang, Isabel Crook, Jianhua Wang, Jianjun Hong, Jianli Yun, Guo Jianmei, Jihui Zhang, Jingrong Xiao, Jinming Zhang, Jiuhua Wu, Jiying Xu, Jiyue Li, Joan Hinton, Jun Li, Jun Liang, Lihong Shi, Lihua Xie, Ling Zhao, Liwen Wang, Luping Zhang, Meihua Jin, Meiqing Hua, Meirong Wu, Min Sun, Mingxia Chen, Pinsong Wang, Qingrong Ma, Rurui Shi, Chang Shana, Shen Tan, Shuhua Huang, Shuqin Zhang, Shuxia Wang, Sihai Long Tete Li, Wei Cheng, Wenqing Zhang, Xia Wang, Xiaoliang Li, Xiaoxi Li, Xiaoxia Zhu, Zheng Xiaoying, Xin Qi, Xingjuan Wang, Xinlan Ma, Xinzhi Guo, Xiuyu Dong, Xiuyun Shang, Xuan Wang, Xuebo Li, Yanxia Su, Gao Yaojie, Ning Ying, Yinxiu Zhu, Wang Yongchen, Youyun Zhang, Yue Chen, Yuqin Niu, Yuying Chen, Yuzhen Chang, Yin Yuzhen, Zhiying Ma, Zhongxun Liu Hongkong Lee Ching Chee, Elizabeth Ann Gray, Rose Wu Lo Sai, New Territories Female Indigenous Residents' Committee, Liu Ngun Fung, Shuk Man Sun, Wong Wai King, Women Workers' Cooperative, Yim Yuet Lin |
| Cookinseln                                           | Paddy Walker |
| Costa Rica                                           | Elizabeth Odio Benito |
| Dänemark                                             | Annelise Ebbe |
| Deutschland                                          | Lea Ackermann, Seyran Ateş, Judith Brand, Maria Christina Färber, Monika Gerstendörfer, Barbara Gladysch, Heide Göttner-Abendroth, Marianne Grosspietsch, Monika Hauser, Karla-Maria Schälike, Cathrin Schauer, Bosiljka Schedlich, Karla Schefter, Sabriye Tenberken, Ruth Weiss |
| Dominikanische Republik                              | Juana Ferrer |
| Ecuador                                              | Nela Martínez Espinosa, Blanca Campoverde, Nelsa Curbelo, Elsie Monge |
| El Salvador                                          | Marta Benavides, María Eugenia Aguilar Castro, María Julia Hernández Chavarría, Guadalupe Mejía Delgado, María Esperanza Ortega, Victoria Marina Velásquez |
| Elfenbeinküste                                       | Dandi Lou Hélène Amanan, Lotti Latrous |
| Fidschi                                              | Sharon Bhagwan-Rolls, Jane Keith-Reid, Amelia Rokotuivuna, Suliana Siwatibau |
| Finnland                                             | Barbro Sundback |
| Frankreich                                           | Solange Fernex, Zarina Khan, Annie Sasco, Cristina Tézenas du Montcel Französisch-Polynesien Maire-Bopp Allport Dupont, Unutea Hirshon Neukaledonien Déwé Gorodey |
| Georgien                                             | Nino Burdschanadse, Tiina Ilsen, Irina Janowskaja, Nino Dschawachischwili, Zissana Rapawa |
| Ghana                                                | Kate Adoo Adeku |
| Griechenland                                         | Daphne Economou |
| Guatemala                                            | Norma Cruz, Candelaria Hernández Gabriel, Hilda Morales Trujillo, Alicia Amalia Rodríguez Illescas, Rosalina Tuyuc, Lucía Willis Paau |
| Guinea                                               | Hadja Saran Daraba Kaba, Joséphine Léno, Cissé Hadja Mariama Sow |
| Guinea-Bissau                                        | Macaria Barai |
| Haiti                                                | Rose-Anne Auguste, Nicole Magloire, Paula Clermont Péan |
| Honduras                                             | Albertina García Argueta, Reina Isabel Cálix, Bertha Oliva, María Esther Ruiz Ortega, Leticia de Oyuela, Itsmania Pineda Platero |
| Indien                                               | Parveena Ahanger, Krishna Ahooja-Patel, Leelakumari Amma, Neidonuo Angami, Shahjahan Apa, Runa Banerjee, Rani Bang, Nasreen Bano, Rashida Bee, Radha Bhatt, Pushpa Bhave, Sushobha Barve, Kiran Bedi, Urvashi Butalia, Annapurna Choudhury (Annapurna Maharana), Ajeet Cour, America Devi, Durga Devi (aus Himachal Pradesh), Mahasweta Devi, Sharda Devi, Shanta Devi, Tiliya Devi, Sheila Didi, Nirmala (Mahila-Samakhya-Programm), Nirmala Deshpande, Neera Desai, Duiji (Mahila-Samakhya-Programm), Latifabano Mohammad Yusuf Getali, V. Mohini Giri, Anjali Gopalan, Mrinal Gore, Nandita Haksar, Shabnam Hashmi, Maya John Ingty, Krishnammal Jagannathan, Devaki Jain, Indira Jaising, Janaki (Mahila-Samakhya-Programm), Alkaben Jani, C. K. Janu, Vasanth Kannabiran, Krishna Kumar (HCPA), Rajni Kumar, Tsering Landol, Keepu Tsering Lepcha, Ruth Manorama, Shyamala Natarajan, Nalini Nayak, Medha Patkar, Mogullamma (aus Andhra Pradesh), Nighat Shafi Pandit, Nilu Rani Patra, Maglin Peter, Murari Prameela, Dilafrose Qazi, Lalita Ramdas, Biro Bala Rava, Aruna Roy, Lataben Sachde, Lakshmi Sahgal, Meghiben Samariya, Mallika Sarabhai, Mrinalini Sarabhai, Saraswathi (aus Tamil Nadu), Parmaben Sava, Beena Sebastian, Teesta Setalvad, Naseeb Mohammad Shaikh, Roshanben M. Shaikh, Tripurari Sharma, Yashoda Sharma, Irom Chanu Sharmila, Kishwar Ahmed Shirali, Vandana Shiva, Virginia „Ginny“ Shrivastava, Komal Srivastava, Champa Devi Shukla, Indrani Sinha-Ray, Meenu Sodhi, Sonia (Mahila-Samakhya-Programm), Kavita Srivastava, Sukha (aus Varanasi), Sumitra (Mahila-Samakhya-Programm), Omana T. K., Hakkuben Theba, Malika Virdi, Ayo Aidari Trust |
| Indonesien                                           | Yosepha Alomang, Dewi Rana Amir, Zohra Andi Baso, Aleta Baun, Schwester Cecilia (Westtimor), Kamala Chandrakirana, Farha Ciciek, Lily Djenaan, Hermawati (Pulau Burung), Esthi Susanti Hudiono, Ratna Indraswari, Nursyahbani Katjasungkana, Paula Makabory, Sophie Patty, Brigitta Renyaan, Hilda Djulaida Rolobessy, Samsidar, Julien Florence Mona Saroinsong, Ade Rostina Sitompul, Galuh Wandita, Yusan Yeblo, Henny Yudea, Nani Zulminarni |
| Irak                                                 | Hero Ibrahim Ahmed, Susan Ahmed-Böhme |
| Island                                               | Ewa Klonowski |
| Israel                                               | Amal Elsana Alh'jooj, Anat Biletzki, Nabila Espanioly, Angelica Edna Calo Livne, Ruchama Marton, Rela Mazali, Haya Shalom, Aida Touma-Suleiman |
| Italien                                              | Letizia Battaglia, Paola Battagliola, Marilee Karl, Chiara Lubich, Luisa Morgantini |
| Jamaika                                              | Madge Saunders |
| Japan                                                | Yuki Ando, Katsuko Nomura, Yukika Sohma, Song Sin-do, Suzuyo Takazato, Kumiko Yokoi |
| Jemen                                                | Raqiya Humeidan |
| Jordanien                                            | Haifa Abu Ghazaleh, Tagreed Hikmat, Insaf Arafat, Laurice Hlass |
| Kambodscha                                           | Boua Chanthou, Chea Vannath, Emma Leslie, Mu Sochua, Oddom Van Syvorn, Oung Chanthol, Prak Sokhany, Kek Galabru |
| Kamerun                                              | Hedwig Vinyou, Marie Béatrice Kenfack Tolevi, Teclaire Ntomp |
| Kanada                                               | Akua Benjamin, Doreen Spence, Julia Morton-Marr, Kama Steliga, Landon Pearson, Louise Arbour, Marjorie „Maggie“ Hodgson, Maude Barlow, Muriel Duckworth |
| Kasachstan                                           | Dametken Alenowa, Lassat Ischmuchamedowa, Rozlana Taukina, Irina Unschakowa |
| Katar                                                | Mouza al-Malki |
| Kenia                                                | Dekha Ibrahim Abdi, Musimbi Kanyoro, Wahu Kaara, Veronica Wanjiru Kinyanjui, Florence Muia, Litha Musyimi-Ogana, Rodah Chepkobus Rotino, Tecla Wanjala |
| Kirgisistan                                          | Asisa Abdirassulowa, Gulnara Derbyschewa, Raissa Kadyrowa, Asipa Musajewa, Bjubjussara Ryskulowa, Tölökan Ismailowa (Tolekan Ismailova) |
| Kolumbien                                            | Ana Teresa Bernal Montañéz, Beatriz Elena Rodríguez Rengifo, Hilda Liria Domicó Bailarín, Luz Perly Córdoba Mosquera, María Beatriz Aniceto Pardo, María Eugenia Zabala viuda de Polo, María Tila Uribe, Norha Patricia Buriticá Céspedes, Nubia Castañeda Bustamante, Rafaela Vos Obeso, Virgelina Chará, Yolanda Becerra |
| Demokratische Republik Kongo                         | Marie Bapu, Ève Bazaiba, Justine Masika Bihamba, Katana Gégé Bukuru, Viviane Bikuba Cibalonza, Kongosi Onia Mussanzi, Venantie Bisimwa Nabintu, Anne-Marie Mpundu |
| Kosovo                                               | Fatmire Feka |
| Kroatien                                             | Ana Raffai, Biserka Momčinović, Dragica Aleksa, Jelka Glumičić, Mirjana Bilopavlović, Spasenija Moro |
| Kuba                                                 | Lázara Lizette Vila Espina |
| Kuwait                                               | Mudi al-Essa, Nabeela Al-Mulla, Lulwa al-Qatami |
| Laos                                                 | Douangdeuane Bounyavong, Kommaly Chanthavong, Boualaphet Chounthavong, Ny Luangkhot, Kongdeuane Nettavong, Layvanh Phanludeth, Sinuan (Eusue) |
| Libanon                                              | Bahiya al-Hariri |
| Liberia                                              | Mary Brownell, Ruth Perry |
| Libyen                                               | Farida Allaghi (Al-Allaqi) |
| Madagaskar                                           | Florentine Ramambasoa, Lalao Randriamampionona |
| Malawi                                               | Irene Chaluluka, Violet Chavula, Rose Chibambo, Felister Chinthunzi, Helen Munthali |
| Malaysia                                             | Irene Fernandez, Zainah Anwar |
| Mali                                                 | Tahanouma Walet Abeb, Togo Mariam Baro, Aminata Touré Barry, Sirandou Bocoum, Maïmouna Coulibaly Camara, Fatoumata Siré Diakité, Fatoumata Dembélé Diarra, Mama Koite Doumbia, Henriette Carvalho Kouyaté, Hiri Maguiraga, Moussomakan Sakiliba, Dembélé Mariam Sidibé, Fatimata Touré, Cissouma Korotoumou Traore, N’Diaye Korotoumou Traoré |
| Marokko                                              | Najat Maalla M'jid, Fawzia Talout Meknassi |
| Marshallinseln                                       | Carmen Bigler |
| Mauretanien                                          | Aïssata Kane, Azza Mint Moma |
| Mauritius                                            | Aurélie Marie-Lisette Talate |
| Mexiko                                               | Macedonia Blas Flores, Nuria Costa Leonardo, Guadalupe Hernández Dimas, Sylvia Aguilera García, Rosario Ibarra, Patria Jiménez, Marta Lamas, Sara Lovera, Sandra Jiménez Loza, Martha Lucía Mícher, María del Pilar Servitje de Mariscal, Teresa Columba Ulloa Ziáurriz |
| Föderierte Staaten von Mikronesien                   | Shinobu Mailo Poll |
| Moldau                                               | Alina Radu |
| Mongolei                                             | Bjambagiin Batsereedene, Dschargalyn Bjatschandaa, Dschürmediin Dsanaa, Puntsagiin Odontschimeg, Schidscheegiin Orosoo, Tschoidschamtsyn Pürewsüren, Dambyn Semdschidmaa, Naidandordschyn Tschintschuluun, Jondongiin Tuul |
| Mosambik                                             | Zaida Cabral, Paulina Chiziane |
| Myanmar                                              | Cynthia Maung, Charm Tong, Naw Zipporah Sein, Paw Lu Lu |
| Nepal                                                | Anju Chhetri, Jhamak Ghimire, Jagan Suba Gurung, Binda Pandey, Sahana Pradhan, Chhing Lamu Sherpa, Indira Shreshtha, Stella Tamang, Rita Thapa |
| Neuseeland                                           | Marion Hancock, Patricia „Patsy“ Henderson Watt, Marilyn Waring, Pauline Tangiora |
| Nicaragua                                            | Esperanza Cruz Rodríguez, Violeta Delgado Sarmiento, Eulalia González Orozco, María Hazel Law Blanco, Vilma Núñez de Escorcia, Gladira Auxiliadora Talavera García |
| Niederlande                                          | Shelley J. Anderson, Rebecca Gomperts, Saskia Kouwenberg, Savitri MacCuish, Adrienne van Melle-Hermans |
| Niger                                                | Hadizatou Issa Iyayi, Souna Hadizatou Diallo, Mariama Keïta |
| Nigeria                                              | Mariama Keïta |
| Nordmazedonien                                       | Ermira Mehmeti |
| Norwegen                                             | Ingrid Eide |
| Oman                                                 | Tiba al-Maoli |
| Österreich                                           | Barbara Nath-Wiser, Hildegard Goss-Mayr, Irma Schwager, Marion Thuswald, Ute Bock |
| Osttimor                                             | Maria Domingas Alves, Genoveva Ximenes Alves, Maria Manuela Pereira |
| Pakistan                                             | Nigar Ahmed, Nasreen Awan, Zakia Arshad, Quratulain Bakhteari, Madeeha Gauhar, Sheema Kermani, Parveen Azam Khan, Begum Mahmooda Salim Khan, Nusrat Ara, Rubina Feroze Bhatti, Maryam Bibi, Bilquis Edhi, Kulsoom Farman, Anis Haroon, Asma Jilani Jahangir, Hina Jilani, Yasmin Karim (AKRSP), Parveen Azam Khan, Salma Maqbool, Khawar Mumtaz, Dilshad Murtaza, Akeela Naz, Kishwar Naheed, Akhtar Riazuddin, Majida Rizvi, Hilda Saeed, Zari Sarfaraz, Nafisa Shah, Farida Shaheed, Shehla Zia |
| Palästina                                            | Issam Abdulhadi, Hanan Aschrawi, Yusra Berberi (Yusra al-Barbari), Nafeesa Al Deek, Salma Khadra Jayyusi, Zahira Kamal, Amneh Al-Rimawi, Amneh Suleiman |
| Palau                                                | Gabriela Ngirmang |
| Palästina                                            | Hanan Aschrawi, Salma Khadra Jayyusi |
| Panama                                               | Ediofelina Fuentes González, Marta Matamoros, Alma Montenegro |
| Papua-Neuguinea                                      | Lorraine Garasu, Helen Hakena, Mary Kini, Hilan Los, Freda Talao, Josie Tankunani Sirivi |
| Paraguay                                             | Maggiorina Balbuena, Nilda Estigarribia, María Callizo López Moreira, María Noguera |
| Peru                                                 | María Luisa Álvarez Llave, Pilar Coll, Carmen Rosa Campos Mendoza, Angélica Mendoza Almeida, Felícitas Estela Linares Meneses, María Sumire, Hilaria Supa Huamán, Virginia Vargas |
| Philippinen                                          | Mary Lou Alcid, Teresita Ang-See, Adoracion Cruz-Avisado, Marilou Diaz-Abaya, Mariani Dimaranan, Teresa Banaynal Fernandez, Seiko Bodios Ohashi, Miriam Coronel-Ferrer, Elisa Gahapon del Puerto, Cecile Guidote-Alvarez, Zenaida Brigida Hamada-Pawid, Bainon Guiabar Karon (Hadja Bainon G. Karon), Myla Jabilles Leguro, Loreta Navarro-Castro, Irene Santiago, Delia Ediltrudes Santiago-Locsín, Dinky Soliman, Miriam Suacito, Pura Sumangil, Piang Tahsim Albar, Zenaida Tan Lim, June Caridad Pagaduan-Lopez, Maria Lorenza Palm-Dalupan, Mary Soledad Perpiñan, Teresita Quintos Deles, Haydee Yorac |
| Polen                                                | Maria Szyszkowska, Izabela Jaruga-Nowacka |
| Portugal                                             | Inês Fontinha, Sabine Lichtenfels |
| Puerto Rico                                          | Nilda Medina-Diaz, Alianza de Mujeres Viequenses, María Reinat-Pumarejo |
| Ruanda                                               | Mary Balikungeri, Mary Kayitesi Blewitt, Martine Bonny Dikongue, Daphrose Mukarutamu |
| Rumänien                                             | Negoita Cornelia, Cristina Guseth, Soknan Han Jung, Erzsébet Túrós |
| Russland                                             | Swetlana Gannuschkina, Aischat Magomedowa, Alina Allo, Alla Jaroschinskaja, Lidija Grafowa, Ljudmila Alexejewa, Ljudmila Warfolomejewa, Marjam Jandijewa, Olga Sokolowa, Swetlana Botscharowa, Tatjana Kotljar, Walentina Tscherewatenko, Walerija Porochowa, Swetlana Alijewa, Jelena Jerschowa, Ella Poljakowa, Zuleikhan Bagalova, Fatima Gasijewa, Sarema Omarowa, Toita Junussowa, Asijat Murtasaliewa, Salpa Bersanowa, Natalija Bereschnaja, Ljudmila Pawlitschenko (Kaukasisches Forum), Maja Schowhalowa, Anna Politkowskaja, Irina Dementjewa, Rosa Batajewa, Ljubow Baschanowa, Sulpa Musostowa, Almira Adiatullina, Tatjana Tschertorizkaja, Olga Doronina, Irina Chakamada, Walentina Merkulowa |
| St. Lucia                                            | Frances Iona Erlinger-Ford |
| Salomonen                                            | Apollonia Bola Talo, Kathleen Kapei, Ceciliana Olilaeni |
| Samoa                                                | Naomi Mataʻafa |
| Saudi-Arabien                                        | Laila Nabih Alnamani, Jowara Al-Angari (Jawhara Al-Angari), Haifa Jamal Al-Lail |
| Schweden                                             | Erni Friholt |
| Schweiz                                              | Elisabeth Decrey Warner, Anni Lanz, Elizabeth Neuenschwander, Irene Rodriguez, Marianne Spiller-Hadorn |
| Senegal                                              | Christiane Agboton Johnson, Betty Faye, Mame Bassine Niang, Amsatou Sow Sidibé |
| Serbien                                              | Janja Beč, Sonja Biserko, Anna Bu, Gordana Savin, Stanislava Staša Zajović |
| Simbabwe                                             | Jean Corrneck, Margaret Dongo, Netsai Mushonga |
| Singapur                                             | Bridget Lew, Noeleen Heyzer, Wong Ting Hway |
| Slowenien                                            | Anica Mikuš Kos, Svetlana Slapšak |
| Somalia                                              | Zamzam Abdi Adan, Asha Haji Elmi |
| Spanien                                              | Mercedes García Fornieles, Montserrat Sampere Martín, Mireia Uranga Arakistain, Maite Pagazaurtundua |
| Sri Lanka                                            | Sunila Abeysekera, Shanti Christine Arulampalam, Radhika Coomaraswamy, Visaka Dharmadasa, A. H., Saila Ithayaraj, Kumari Jayawardena, Immaculate Josef, Wimalee Karunaretna, Vijayakumary Murugiah, Kumudini Samuel, Dulcy de Silva |
| Südafrika                                            | Lesley Ann Foster, Jenet Dlamini, Busisiwe Hlomuka, Daphne Jansen, Veronica Khosa, Mirriam Malala, Nosandla Malindi, Regina Makunga, Edith Matshikiza, Rolene Miller, Nikiwe Nyamakazi, Lorna Philander, Adelle Potgieter, Cordelia Nozukile Tshaka |
| Sudan vor der Teilung                                | Aida Ahmed Abdalla, Anita Batris Amiro, Siham Daoud Anglo, Saeeda Mohd Bedri Mohd Abu Hadia, Safa Elagib (Safaa El Agib Adam), Fatima Ahmed Ibrahim, Samia Mohemed Ibrahim, Bruna Siricio Iro, Zeinab Mohamed Nour, Bakhita Mohmed Osman, Fatima Abdelrahim Osman, Rachael Nyadak Paul, Ester Kuku Rahal, Amna Abd El Rahman Abd El Rasoul, Nafisa Mustafa Shargawi, Sudanese Women Empowerment for Peace Program (SUWEPP) |
| Südkorea                                             | Kim Sook-im, Lee Hyun-sook, Heisoo Shin, Yoon Geum-soon, Maria Chol Soon Rhie, Jeong Yu-jin |
| Syrien                                               | Najwa Hassan, Ghada al-Jabi, Bouthaina Shaaban |
| Tadschikistan                                        | Fatimachon Achmedowa, Gawchar Jurajewa, Wilojat Mirsojewa, Bihodjal Ragimowa |
| Taiwan                                               | Hsu Chin Yu, Wang Ching-feng, Huang Chiu Hsiang, Josephine Ho, Ho De Fen, Yu Fan Ying, Hsia Hsiao Chuan, Lei Kun, Hsu Lan Hsiang, Brigitte Lin, Lucie Cheng, Huang Mei-ying, Chou Sheng Hsin, Feng Shou E, Lin Shu Ying, Kao Chin Su-mei, Yang Tsu Chuen, Ku Yu Jane |
| Tansania                                             | Christina Nsekela, Fatma Hamisi Misango, Neema Mgana |
| Thailand                                             | Dhammananda Bhikkhuni, Somsook Boonyabancha, Dawan Chantarahassadee, Bhinand Chotirosseranee, Pratin Kwan-On, Pinee Moonkaew, Thicha na Nakhon, Wilaiwan Saetia, Somboon Srikhamdokkhae, Nualnoy Timkoon, Nasae Yapa, Frauengruppe der Assembly of the Poor |
| Tonga                                                | Betty Blake |
| Tschad                                               | Achta Djibrine Sy |
| Tschechien                                           | Věra Vohlídalová |
| Türkei                                               | Pervin Buldan, Ayşe Düzkan, Müyesser Günes, Leyla Zana |
| Turkmenistan                                         | Ogul Nabat Babajewa, Sona Chuli-Kuli, Mubarak Gurbanowa, Natalja Schabuns |
| Uganda                                               | Jolly Grace Okot, Rosalba Atoo Oywa, Sara (von Save the Children UK) |
| Ukraine                                              | Ljubomyra Bojtschyschyn, Walentyna Dowschenko, Nina Karpatschowa, Nina Kolybaschkina, Lina Kostenko, Soja Kowalenko, Jewgenija Leontijewa, Tatjana Senjuschkina, Olena Suslowa, Tetjana Tkatschenko |
| Ungarn                                               | Szilvia S. Kállai |
| Uruguay                                              | María Elena Curbelo Morales |
| Usbekistan                                           | Adiba Achmedschanowa, Dildora Alimbekowa, Dilorom Muchsinowa, Mutabar Tadschibajewa, Rano Jussupowa, Sachibachon Irgaschewa, Salima Kadyrowa, Sarigul Bachadirowa, Tamara Chikunova, Tatjana Tschabrowa |
| Vanuatu                                              | Hilda Lini |
| Venezuela                                            | Ana Lucina García Maldonado, María Inmaculada Lacarra Cabrerizo, María Luisa Navarro Garrido, Noelí Pocaterra, Nora Castañeda, Rosa María Herrera de Hernandez |
| Vereinigte Arabische Emirate                         | Lubna Khalid al-Qasimi |
| Vereinigte Staaten                                   | Aileen Hernandez, Alice Lynch, Andrea Smith (Feministin), Anne Firth Murray, Barbara Lee, Barbara Smith, Betty Burkes, Betty Reardon, Candi Smucker, Charlotte Bunch, Chris Norwood, Cora Weiss, Cynthia Basinet, Cynthia McKinney, Dorothy Rupert, Elise M. Boulding, Elizabeth Martínez, Ellen Barry (Journalistin), Grace Paley Hadayai Majeed, Holly Near, Jane Roberts, Kate Donnelly, Kate Michelman, Kip Tiernan, Linda Burnham, Lois Abraham, Mandy Carter (Aktivistin), Maria Varela, Marta Drury, Mary Thunder, Medea Benjamin, Roma Pauline Guy, Rosalie Bertell, Roselle Bailey, Sharon Hutchinson, Susan E. Sygall, Swanee Hunt, Terry Greenblatt, Yuri Kochiyama |
| Vereinigtes Königreich                               | Anna Hoare, Bernadette Devlin McAliskey, Diana Francis (Aktivistin), Helen John, Jennifer Ingram, Jo Wilding, Kathy Galloway, Patricia Gaffney, Rebecca Johnson, Tenzin Palmo |
| Vietnam                                              | Bùi Tiến Dũng, Đào Thị Bích Vân, Dương Thu Hương, Hà Thị Khiết, Lê Thị Quý, Nguyễn Thanh Hiện, Nguyễn Thị Bình, Nguyễn Thị Hoài Thu, Nguyễn Thị Hòe, Nguyễn Thị Ngọc Phượng, Trần Thị Lành, Trần Bạch Thu Hà |
| Westsahara / Demokratische Arabische Republik Sahara | Nasra Souelem |
| Zentralafrikanische Republik                         | Béatrice Félicité Bobo, Lea Ngaïdana, Simone Clara Kossianga |

## Filme
- Angelo Scudeletti und Gabriela Neuhaus: 1.000 Frauen und ein Traum, Schweiz 2005
- K. P. Sasi: Redefining Peace: Women Lead the Way, Indien 2005